# Paul Bispinck
Paul Bispinck (* 1894; † 14. März 1968 in Wiesbaden) war ein deutscher Forstmann. 

## Leben
Paul Bispinck studierte Forstwissenschaften an den Forstakademien beziehungsweise Forstlichen Hochschulen Hann. Münden und Eberswalde. Anschließend war er bis zum Zweiten Weltkrieg im Preußischen Forstdienst tätig, zuletzt an den Regierungsforstämtern Magdeburg und Wiesbaden. 1949 als Landforstmeister zum Leiter der Forstabteilung bei der Regierung in Wiesbaden ernannt, stand er dieser Abteilung bis zur Pensionierung 1959 vor.
Bispinck engagierte sich auch ehrenamtlich für den Wald und seinen Berufsstand. So wurde er 1956 zum Vorsitzenden des Hessischen Forstvereins gewählt. 1964 übernahm er zudem das Amt des Landesvorsitzenden der Schutzgemeinschaft Deutscher Wald (SDW).
Seine Verdienste für Wald und Forstberuf sind mehrfach gewürdigt worden. So erhielt er 1964 das Bundesverdienstkreuz I. Klasse. 1966 ernannten ihn der Hessische Forstverein und der Deutsche Forstverein zum Ehrenmitglied.
Landforstmeister a. D. Paul Bispinck starb am 14. März 1968 kurz vor seinem 74. Geburtstag in Wiesbaden.